# Takrur
Takrur fou una vila medieval sahariana que donava nom a un regne de l'Àfrica occidental; el nom fou aplicat més tard a parts de l'Àfrica occidental musulmana. La nisba plural és takarir o takarna. Takrur seria una forma arabitzada de tukulor (en francès toucouleur, en portuguès torcuról) el nom d'un poble al Futa Toro al Senegal mitjà.

## Història
La dinastia de Dya-Ogo (o Dia Ogo o Diao) fou un règim que va governar a Tekrur o Futa Toro a partir del començament del segle ix. Hauria governat durant 130 anys. La seva pujada al poder només es coneix per la llegenda; van governar sota sobirania del regne de Ghana.
L'origen s'hauria de buscar en la primera emigració dels fulbes a la zona que van aportar la indústria metal·lúrgica; els fonedors van donar al ferro que produïen el nom de hogo el que estaria relacionat amb el nom dinàstic i treballa en favor de la veracitat de les tradicions. Els emigrants fulbes estaven armats de sabres i punyals i d'escuts de ferro; els de les grans famílies tenien armadures completes. Aquesta dinastia hauria portat també la cultura del sorgo als terrenys inundats pel riu Senegal. Es diu que el rei d'Egipte sota el qual es va produir aquesta emigració es deia Paté Lamine (Ptolemeu); aquestos dos nom reunits o separats són freqüents entre els mandingues, els malinkes, els peuls o fulbes, els khassonkes, i els sarakoles, però menys freqüent al país Wolof
Futa Toro va patir diverses invasions successives entre el segle xii i el XIII, i es va establir una dinastia soninke, coneguda com a Manna que al segle xiv fou substituïda per una serer, coneguda com a Tondyon (ton dyon en malinke, equivalent a soldats-esclaus reials) que va dependre de Mali. L'afebliment d'aquest imperi a l'inici del segle xv va portar una segona invasió fulbe; es van formar noves dinasties per famílies locals, els Lam-Termes, Lam-Taga, Farba Walalde i Lam-Toro. Aquestes foren substituïdes per la dinastia de Denyankobe fundada per un guerrer de nom Koli fill de Tengella (o Teniella); aquest havia estat expulsat de Diara al Sahel de Mali, pels songhais del askia Muhàmmad ibn Abi Bakr (1493-1528). Kobi va intentar per vuit vegades conquerir el Tekrur sense èxit però ho va aconseguir a la novena i es va casar amb una filla del rei dels Farba-Walade; va deixar el poder a Diam Diam Sargane vers la meitat del segle xvi (1559) i va durar fins vers el 1776, quan el poder va passar a un règim reformista musulmà dirigit per Sulaymane Baal que va fundar una nova dinastia (Torodo) que va durar fins a la conquesta francesa; el primer almamy (imam) portava el nom d'Abd al-Kadir Kan.
El coneixement de la ciutat i el regne de Takrur és confús. El regne era conegut d'al-Bakrí que descrivia la ciutat com dues viles engaltant el Nil, habitades per musulmans convertits per un líder de nom War Jabi ibn Rabis mort el 1040/1041. El 1056/1057 el seu fill Labbi va ajudar a l'almoràvit Yahya ibn Úmar que estava assetjat a les muntanyes Lamtuna. El regne exercia l'hegemonia sobre el veí regne de Sila, més amunt de Takrur, al poble del qual haurien convertit a l'islam. Al segle xii al-Idrissí parla d'un regne ben organitzat però torna a dir que la ciutat de Takrur estava a la riba sud del Nil, evident referit al riu Senegal. Al final del segle xiii Abu-Yahya al-Qazwiní informa que segons un fakih africà, Takrur era una gran vila sense muralles on vivien musulmans i pagans i que a la comarca hi havia girafes i rinoceronts. Ibn Sad, per la mateixa època, diu que el regne anava més enllà del riu Senegal fins a Galambu (a la unió del Senegal i el Falerme) i que l'islam hi estava penetrant. Ibn Khaldun considera Takrur el nom d'un país i una raça. Al segle xv Takrur designava tant el país com els seus habitants; Ibn Sad en un document diferent i segurament posterior diu que els Takrur vivien més enllà de Kawkaw en direcció a l'oest i que un fakih li havia dit que els anomenaven zaghay (possible relació amb els songhais). A partir del segle xiv els escriptors àrabs utilitzen Takrur per designar l'Àfrica occidental musulmana i aquesta accepció va persistir als segles XV a XVIII (i començament del XIX).
Modernament s'anomena takarir a algunes comunitats del Sudan, especialment a la comunitat takarir (plural) o takruri (singular) de Gallabat, però aquestos takarir era perquè es donava el nom de Takrur a la regió que anava des de Darfur a l'oceà Atlàntic o per què procedien genèricament de l'Àfrica occidental coneguda com a Tekrur. Més modernament aquestes comunitats són conegudes més aviat com fellata, el nom kanuri dels fulbes, però el nom de tekruri o takarir no ha desaparegut.